# Ochyrotica mexicana
Ochyrotica mexicana là một loài bướm đêm thuộc họ Pterophoridae. Nó được tìm thấy ở Guatemala, México và Venezuela.
Sải cánh dài 15–16 mm. Con trưởng thành bay vào tháng 7, tháng 8 và tháng 11.